# Liste der geschützten Landschaftsteile im Bezirk Graz-Umgebung
Die Liste der geschützten Landschaftsteile im Bezirk Graz-Umgebung enthält die geschützten Landschaftsteile im Bezirk Graz-Umgebung.

## Geschützte Landschaftsteile
| Foto |                 | Name                                           | ID       | Standort                               | Beschreibung                              | Fläche   | Datum      |
| ---- | --------------- | ---------------------------------------------- | -------- | -------------------------------------- | ----------------------------------------- | -------- | ---------- |
| 1    | Datei hochladen | Weidenbaumreihe Gratwein-Rein                  | GLT_0082 | Gratwein-Straßengel Standort           |                                           | 0,54 ha  | 10.01.1980 |
| 1    | Datei hochladen | Kainbachkreuz                                  | GLT_0084 | Kainbach bei Graz Standort             |                                           | 0,38 ha  | 31.08.1978 |
| 1    | Datei hochladen | Weinzettl-Kapelle mit Umgebung                 | GLT_0085 | Dobl-Zwaring Standort                  |                                           | 0,33 ha  | 04.06.1997 |
| 1    | Datei hochladen | Bäume beim Schloss Waldstein                   | GLT_0086 | Deutschfeistritz Standort              |                                           | 1,84 ha  | 26.06.1978 |
| 1    | Datei hochladen | Grundstück mit Bildstock und zwei Sommerlinden | GLT_0087 | Semriach Standort                      |                                           | 0,12 ha  | 01.02.1979 |
| 1    | Datei hochladen | Grünanlage am Marktplatz Semriach              | GLT_0088 | Semriach Standort                      |                                           | 0,91 ha  | 06.06.1979 |
| 1    | Datei hochladen | Kesselfall Semriach                            | GLT_0089 | Semriach Standort                      | → Hauptartikel : Kesselfall (Semriach) f1 | 27,79 ha | 24.01.1979 |
| 1    | Datei hochladen | Lindengruppe im Himmelreich                    | GLT_0091 | Raaba-Grambach Standort                |                                           | 0,98 ha  | 07.10.1980 |
| 1    | Datei hochladen | Weiher in Hörgas                               | GLT_0092 | Gratwein-Straßengel Standort           |                                           | 0,2 ha   | 03.12.1982 |
| 1    | Datei hochladen | Bildstock mit 2 Linden in Schaftal             | GLT_0093 | Kainbach bei Graz Standort             |                                           | 0,93 ha  | 25.02.1982 |
| 1    | Datei hochladen | Kapelle mit 2 Linden in Hohenegg               | GLT_0094 | Sankt Marein bei Graz Standort         |                                           | 0,81 ha  | 18.01.1983 |
| 1    | Datei hochladen | 2 Sommerlinden mit Kreuz in Plankenwarth       | GLT_0095 | Sankt Oswald bei Plankenwarth Standort |                                           | 0,19 ha  | 09.10.1984 |
| 1    | Datei hochladen | Teich in Attendorf                             | GLT_0096 | Hitzendorf Standort                    |                                           | 0,31 ha  | 18.11.1985 |
| 1    | Datei hochladen | Tümpel in Jaritzberg                           | GLT_0097 | Sankt Bartholomä Standort              |                                           | 0,43 ha  | 18.11.1985 |
| 1    | Datei hochladen | Teich in St. Oswald bei Plankenwarth           | GLT_0098 | Sankt Oswald bei Plankenwarth Standort |                                           | 0,19 ha  | 11.12.1985 |
| 1    | Datei hochladen | Teich in Neureiteregg                          | GLT_0099 | Hitzendorf Standort                    |                                           | 0,19 ha  | 11.12.1985 |
| 1    | Datei hochladen | Tümpel in Höllberg                             | GLT_0100 | Hitzendorf Standort                    |                                           | 0,58 ha  | 11.12.1985 |
| 1    | Datei hochladen | Teich beim Schloß Reiteregg                    | GLT_0101 | Hitzendorf Standort                    |                                           | 0,27 ha  | 18.11.1985 |
| 1    | Datei hochladen | Teich in Altenberg                             | GLT_0102 | Hitzendorf Standort                    |                                           | 0,37 ha  | 30.01.1986 |
| 1    | Datei hochladen | Teichanlage in Unterpremstätten                | GLT_0104 | Premstätten Standort                   |                                           | 2,67 ha  | 19.05.1983 |
| 1    | Datei hochladen | Reste des Kainachaltarmes in Zwaring-Pöls      | GLT_0105 | Dobl-Zwaring Standort                  |                                           | 1,26 ha  | 18.11.1983 |
| 1    | Datei hochladen | Relikt der ehemaligen Kainachflußschlinge      | GLT_0106 | Dobl-Zwaring Standort                  |                                           | 2,75 ha  | 28.11.1983 |
| 1    | Datei hochladen | Waldrelikt                                     | GLT_0107 | Dobl-Zwaring Standort                  |                                           | 8,59 ha  | 20.02.1989 |
| 1    | Datei hochladen | Windorfer Teich                                | GLT_0108 | Seiersberg-Pirka Standort              | → Hauptartikel : Windorfer Teich f1       | 6,49 ha  | 13.04.1988 |
| 1    | Datei hochladen | Hausberg in Gratkorn                           | GLT_0109 | Gratkorn Standort                      |                                           | 12,75 ha | 22.06.1988 |
| 1    | Datei hochladen | Feuchtbiotop in Hohenegg                       | GLT_0110 | Sankt Marein bei Graz Standort         |                                           | 0,13 ha  | 18.08.1988 |
| 1    | Datei hochladen | Feuchtgebiet in Schönegg                       | GLT_0111 | Semriach Standort                      |                                           | 1,46 ha  | 10.08.1988 |
| 1    | Datei hochladen | Tümpel in Attendorfberg                        | GLT_0112 | Hitzendorf Standort                    |                                           | 0,34 ha  | 18.05.1987 |
| 1    | Datei hochladen | Teich und Feuchtbiotop beim Schloß Reintal     | GLT_0113 | Hart bei Graz Standort                 |                                           | 1,28 ha  | 28.04.1992 |
| 1    | Datei hochladen | Parkanlage in Prenning                         | GLT_0114 | Deutschfeistritz Standort              |                                           | 0,89 ha  | 23.12.1991 |
| 1    | Datei hochladen | Gölles-Teich                                   | GLT_0115 | Kainbach bei Graz Standort             |                                           | 0,96 ha  | 24.07.1992 |
| 1    | Datei hochladen | Legatkapelle                                   | GLT_0116 | Kainbach bei Graz Standort             |                                           | 0,38 ha  | 28.09.1993 |
| 1    | Datei hochladen | Atlaszedernreihe                               | GLT_0117 | Kumberg Standort                       |                                           | 0,49 ha  | 28.12.1994 |
| 1    | Datei hochladen | Felsbirnenbestand                              | GLT_1301 | Gratkorn Standort                      |                                           | 4,54 ha  | 26.07.1956 |
| 1    | Datei hochladen | Finkkapelle mit 2 Winterlinden                 | GLT_1321 | Kainbach bei Graz Standort             |                                           | 0,11 ha  | 15.04.1999 |
| 1    | Datei hochladen | Greitjoslkapelle in Gedersberg mit 2 Linden    | GLT_1349 | Seiersberg-Pirka Standort              |                                           | 0,11 ha  | 07.09.2001 |
| 1    | Datei hochladen | Tümpel am Brandweg                             | GLT_1355 | Weinitzen Standort                     |                                           | 0,8 ha   | 17.09.2001 |
| 1    | Datei hochladen | Dorfkapelle in Zwaring                         | GLT_1485 | Dobl-Zwaring Standort                  |                                           | 0,48 ha  | 18.10.2005 |
| 1    | Datei hochladen | Moortrischl                                    | GLT_1542 | Dobl-Zwaring Standort                  |                                           | 1,45 ha  | 22.09.2009 |
| 1    | Datei hochladen | Stroblwiese                                    | GLT_1558 | Nestelbach bei Graz Standort           |                                           | 1,4 ha   | 29.12.2009 |

## Ehemalige geschützte Landschaftsteile
| Foto |                 | Name              | ID       | Standort                         | Beschreibung                            | Fläche  | Datum      |
| ---- | --------------- | ----------------- | -------- | -------------------------------- | --------------------------------------- | ------- | ---------- |
| 1    | Datei hochladen | Teich in Rohrbach | GLT_0103 | Hitzendorf KG: Rohrbach Standort | Anmerkung: im GIS nicht mehr auffindbar | 0,77 ha | 20.01.1987 |